# Cutremurul din Constantinopol din 1509
Cutremurul din Constantinopol din 1509, numit istoric Kıyamet-i Sugra (Ziua Micii Judecăți), a avut loc la 10 septembrie 1509 la ora 22:09 în Marea Marmara și a afectat puternic capitala Imperiului Otoman. Cutremurul a avut o magnitudine estimată de 7,2 ± 0,3 la suprafață. Un tsunami și patruzeci și cinci de zile cu replici au urmat cutremurului. Numărul de morți al acestui cutremur nu este bine cunoscut, cu estimări cuprinse între 1.000 și 13.000.

## Pagube
Zona cu pagube semnificative s-a extins de la Çorlu în vest până la Izmit în est. Galata și Büyükçekmece au suferit, de asemenea, daune grave. În Constantinopol, 109 moschei au fost complet distruse, în timp ce majoritatea celor rămase în picioare au suferit daune la minaretele lor. În timp ce 1070 de case s-au prăbușit, 49 de turnuri de-a lungul zidurilor Constantinopolului s-au prăbușit sau au fost puternic avariate. Noua moschee Baiazid al II-lea a fost grav avariată; cupola principală a fost distrusă și un minaret s-a prăbușit. Moscheea Fatih a suferit daune ale celor patru coloane mari și cupola a fost fisurată. Cutremurul a afectat, de asemenea, Cetatea Rumeli, Cetatea Anadolu, Castelul Yoros din Anadolu Kavağı și Turnul Fecioarei. Marea Moschee din Hagia Sofia a supraviețuit aproape nevătămată, deși un minaret s-a prăbușit. În interiorul moscheii, tencuiala care a fost folosită pentru a acoperi mozaicurile bizantine din interiorul cupolei a căzut, dezvăluind imaginile creștine.
Numărul de morți și de răniți este greu de estimat, surse diferite oferind cifre variind de la 1.000 la 13.000 de persoane. Se crede că unii membri ai dinastiei otomane au murit în acest cutremur. Replicile au continuat 45 de zile după cutremur, iar oamenii nu au putut să se întoarcă la casele lor timp de două luni. Turcii otomani au crezut că a venit Ziua Judecății. Într-adevăr, cutremurul a fost atât de distructiv pentru Constantinopol, încât istoricii l-au numit „Kıyamet-i Sugra” sau „(Ziua Micii Judecăți)”.

## Urmări

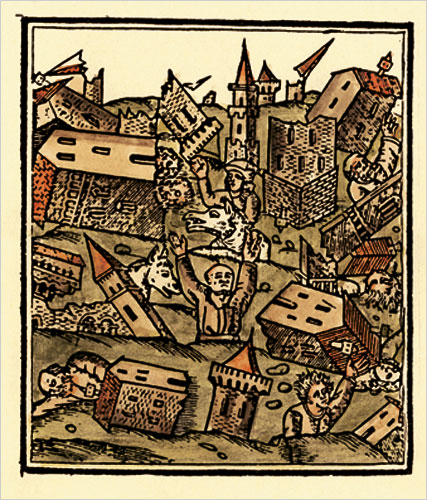
Gravură în lemn cu efectele cutremurului din 1509

Cutremurul ar fi fost prezis de un călugăr grec nenumit de la Mănăstirea Sfânta Ecaterina din Muntele Sinai în timp ce se afla la curtea sultanului. Interpretările europene din acea perioadă au considerat cutremurul ca pe un fel de pedeapsă, o pedeapsă de la Dumnezeu impusă turcilor pentru că au ridicat armele împotriva creștinilor europeni. În mod similar, Baiazid al II-lea l-a văzut ca pe o pedeapsă de la Dumnezeu, cu toate acestea el a atribuit pedeapsa faptelor greșite ale vizirilor săi. Reședința sultanului, Palatul Topkapı, nu a fost avariată, dar dormitorul lui Baiazid al II-lea s-a prăbușit, sultanul căpând cu viață doar pentru că și-a părăsit camerele cu doar câteva ore mai devreme. După ce a stat zece zile într-un cort amenajat în grădina palatului, Baiazid al II-lea a plecat să locuiască o perioadă în fosta capitală Edirne.
Consiliul imperial otoman (Divan-ı Hümayun) s-a reunit după cutremur și a luat mai multe decizii pentru a face față efectelor dezastrului. Constantinopolul a trebuit să fie reconstruit și un bir suplimentar de 22 akçe a fost impus fiecărei gospodării pentru această sarcină. Ulterior, a fost lansată o inițiativă la nivelul întregului imperiu pentru reconstrucția orașului. Zeci de mii de muncitori, pietrari și dulgheri au fost aduși la Istanbul atât din Anatolia, cât și din Rumelia. Începând cu 29 martie 1510, lucrările de construcție din oraș au fost efectuate în grabă și au fost finalizate la 1 iunie 1510.

## Caracteristici

### Cutremur
După zona și intensitatea cutremurului, a fost estimată o ruptură a unei falii de 70 km. Șocuri majore au avut loc la intervale de jumătate de oră și au avut o natură violentă și prelungită, forțând locuitorii să caute refugiu în parcuri și piețe deschise. Se spune că replicile au continuat timp de 18 zile fără a provoca alte daune, dar a întârziat reconstrucția în unele zone.

### Tsunami
Un tsunami a fost menționat în unele surse cu valuri mai mari de 6 m, dar redus în alte surse. Un strat de turbidit a cărui depunere se potrivește cu data cutremurului a fost identificat în bazinul Çınarcık.